# Аспремон-Линден, Фердинанд Шарль Гобер д’
Граф Фердинанд Шарль Гобер д'Аспремон-Линден (фр. Ferdinand Charles Gobert d'Aspremont Lynden; 17 сентября 1689, замок Фруадкур, близ Ставло — 14 августа 1772, Вена) — имперский (австрийский) фельдмаршал из южнонидерландского (бельгийского) рода Аспремон-Линденов.

## Биография
Сын графа Шарля Эрнеста д'Аспремон-Линдена (ум. 1705) и Марии Франсуазы, сестры графа Фердинанда Гобера д'Аспремон-Линдена.
Между 1708 и 1714 поступил на голландскую службу лейтенантом в драгунский полк ван дер Дюйна. Был отмечен принцем Евгением, и в 1722 году принят на австрийскую службу генерал-адъютантом императора Карла VI.
С 1733 года — полковник, командовал драгунским принца Евгения Савойского полком, с 1734 года — генерал-фельдвахтмейстер. Участвовал в войне за Польское наследство на Рейнском театре (1734—35), затем в австро-турецкой войне (1735—1739). В 1741 году произведен в фельдмаршал-лейтенанты, командовал кавалерией в Богемии.
В войне за Австрийское наследство сражался в Италии. Отличился в сражениях при Кампо-Санто (1743), где командовал сардинскими войсками и был тяжело ранен, затем при Веллетри (1744) и при Пьяченце (1746).
В 1747 году стал генералом кавалерии, с 1754 года — фельдмаршал. Был членом Гофкригсрата и кавалером ордена Золотого руна (1763).

## Семья
Был трижды женат на представительницах австрийской и венгерской знати:
- 1-я жена: Генриетта Баттяни
- 2-я жена (1730): Мария Терезия Эстергази де Галанта (1697—1746), дочь князя Михая Эстерхази де Галанты и Анны Маргериты Тиццоне Бьяндрате
- 3-я жена (1750): Мария Иоганна Барбара фон Ностиц-Рокиниц (1713—1779), дочь Иоганна Карла Мартина Кристофа фон Ностиц-Рокиница и Марии Максимилианы фон Цинцендорф-Рейнек